# Fardhems pastorat
Fardhems pastorat är ett pastorat i Sudertredingens kontrakt i Visby stift på Gotland.
Pastoratet omfattar sedan 1962 följande församlingar:
- Fardhems församling
- Linde församling
- Lojsta församling
- Levide församling
- Gerums församling

Pastoratskod är 120301